# 亨利二十九世 (羅伊斯-埃伯斯多夫)
亨利二十九世（德語：Heinrich XXIX，1699年7月21日—1747年5月22日），羅伊斯-埃伯斯多夫伯爵，1711年至1747年在位。

## 家庭
1721年，亨利與卡斯特爾-雷姆林根的索菲·狄奧多拉結婚，兩人共有7子6女：
1. 勒內·貝妮加（1722年—1747年）
2. 亨利二十四世（1724年—1779年）
3. 亨利二十六世（1725年—1796年）
4. 亨利二十八世（1726年—1797年）
5. 索菲·奧古斯塔（1728年—1753年）
6. 夏洛特·路易絲（1729年—1792年）
7. 亨利三十一世（1731年—1763年）
8. 亨利三十二世（1733年—1756年）
9. 亨利三十三世（1734年—1791年）
10. 亨利三十四世（1737年—1806年）
11. 克里斯蒂安妮·艾蕾諾爾（1739年—1761年）
12. 瑪麗·伊莉莎白（1740年—1784年）
13. 約翰娜·多蘿西亞（1743年—1801年）